# Manuel Mejuto González
Manuel Enrique Mejuto González, né le 16 avril 1965 à La Felguera, Langreo, est un ancien arbitre international espagnol de football.
Après avoir officié en quatrième, troisième et deuxième division espagnole, il devient arbitre en Liga en 1995.
Arbitre FIFA depuis 1999, il a dirigé la finale de la Ligue des champions en 2005, remportée par le FC Liverpool contre l'AC Milan.
Il a participé à deux éditions de l'Euro, en 2004 et 2008, avant de mettre fin à sa carrière en 2010.

## Distinctions personnelles
- Prix Don Balón de meilleur arbitre de la Liga : 1997, 1999, 2003, 2006 et 2008.